# 鈴木篤
鈴木 篤（すずき あつし、1956年4月5日 - ）は、日本の実業家。阪急百貨店、阪神百貨店、イズミヤなどを運営する、エイチ・ツー・オーリテイリング代表取締役社長などを歴任した。

## 人物
大阪府池田市生まれ。大阪教育大学教育学部附属池田中学校、大阪府立池田高等学校を経て、1980年関西学院大学経済学部卒業、阪急百貨店（現阪急阪神百貨店）入社。ショッピングセンター開発などを手がけ、2000年SC事業部統括部長。2003年阪急ショッピングセンター開発（現阪急商業開発）代表取締役専務。2014年から2020年までエイチ・ツー・オーリテイリング代表取締役社長を務めた。
生まれてから一貫して阪急電鉄沿線で過ごす。幼稚園児のころから高校生まで航空機のパイロットを夢見ていたが、視力の面で断念した。
人生の半分はタクト、モザイク開発（阪急商業開発の前身）などで手掛けた新店舗建設である。社会人の基本ができた思い出の場所は神戸ハーバーランドにある「神戸モザイク」だという。運営会社「タクト」は小さな会社なので10人程度しかおらず、多くの業務を担う必要があり、気が付いた業務をすべてやるといった毎日で、これが人生で一番大変だったという。海外のウォーターフロントの視察などが楽しかった当初に比べ、開業が近づくにつれて大変になったものの、目の前の仕事を日々こなしていった。開業前は海沿いの立地で商圏が限られていることもあって、テナントがほとんど集まらなかった。しかし、開業するとともに新名所として一気にテナントの出店希望が出るようになった。阪神・淡路大震災では神戸モザイクも柱が傾くなど大きく被害を受けたが、3月10日にグループの神戸阪急の部分再開と同時に再開店した。この際、飲食店を中心としたテナントもお客様も被災者なので、3月中は家賃も無料にした。被災者に安く美味しいものを食べていただこうという考えだった。
神戸モザイクの運営に携わっていた際は、若かったこともあり、帰りに同僚らと同施設内のビアホール「ニューミュンヘン」で唐揚げやソーセージをたくさん食べた。一方、社長就任以降は飲んでいないが、いつも胃薬を持ち歩いている。エイチ・ツー・オー リテイリングでは百貨店を強化する10年、百貨店以外の関西事業を強化する10年、海外事業を行う10年という方策があるが、次のステージの10年でも前の10年でやっていることは続けていくものである。
ショッピングセンター開発に携わった後は阪急阪神百貨店へ戻り、人事などを務めていた。エイチ・ツー・オー リテイリングがイズミヤを買収した2014年、当時会長だった椙岡俊一らの要請で代表取締役社長へ就任した。社長就任はまったく想定していなかったため、他社への出向か気になったのを飲み込んで、自分でも務まるか聞いた。すると、椙岡らに務まる務まると押されたという。イズミヤを中心とするスーパーマーケット事業の立て直しにあたった。また、セブン&アイ・ホールディングスが自社にはないコンビニ網を持っていることなどに着目し、同社との提携を進め、そごう神戸店(現・神戸阪急)の承継などを行った。
百貨店は市場が6兆円を割ったとの報道もあり、V字回復こそ無理なものの、一つの業態として確立する。また、百貨店業態だけではやっていけないので、ほかの業種もビジネスとして確立していく。
2020年には社長を後継の荒木直也に譲り、会長就任。2022年に会長も退任した。
退職後はパイロットのライセンスを取りたいと考えている。

## 経歴
- 1956年(昭和31年） 4月5日 - 大阪府池田市で生まれる。
- 1980年(昭和55年)
  - 3月 - 関西学院大学経済学部卒業
  - 4月 - 株式会社阪急百貨店に入社
- 1990年(平成2年)6月 - 株式会社タクト出向
- 1997年(平成9年)4月 - 株式会社モザイク開発出向
- 2000年(平成12年)10月 - 株式会社阪急百貨店SC事業部統括部長
- 2003年(平成15年)4月 - 株式会社阪急ショッピングセンター開発（現 株式会社阪急商業開発）出向（同社代表取締役専務執行役員）
- 2006年(平成18年)4月 - 株式会社阪急百貨店執行役員(イングス・川西阪急・子供服商品・テーマＭＤ担当)
- 2007年(平成19年)
  - 4月 - 同社ＰＭ事業・関連事業・子供服商品・テーマＭＤ担当
  - 10月 - 株式会社阪急百貨店執行役員
- 2008年(平成20年)10月 - 株式会社阪急阪神百貨店執行役員
- 2010年(平成22年)4月 - 同社ネット事業部担当
- 2012年(平成24年)4月 - 同社人事企画・人事労務担当
- 2013年(平成25年)4月 - 同社取締役常務執行役員（人事企画・人事労務担当）
- 2014年(平成26年)4月 - エイチ・ツー・オー リテイリング株式会社代表取締役社長[6]
- 2020年(令和2年)4月 - エイチ・ツー・オー リテイリング株式会社代表取締役会長
- 2022年(令和4年)4月 - エイチ・ツー・オー リテイリング株式会社取締役退任